# Какими вы не будете
«Какими вы не будете» (англ. A Way You'll Never Be) — рассказ американского писателя Эрнеста Хемингуэя, написанный им в 1933 году и опубликованный Чарльзом Скрибнером в сборнике рассказов «Winner Take Nothing». Рассказ входит в цикл «Истории Ника Адамса» (им. п. Ник Адамс). 
В рассказе показаны нелицеприятные стороны и явления войны.
Колорита добавляет спокойное, отчасти циничное отношение к этим нелицеприятностям главного героя — офицера на этой войне.

## Сюжет
Действие рассказа происходит во время Первой мировой войны на итало-австрийском фронте.
Ник Адамс, офицер по званию, некоторое время назад был контужен взрывом снаряда, из-за чего теперь имеет посттравматическое стрессовое расстройство, выражающееся в нарушениях адекватности эмоций, и, как ещё не восстановившийся после травмы, переведён в нестроевые. Сейчас он направлен на позиции, занимаемые батальоном его друга капитана Паравачини, демонстрировать американскую военную форму, в которую его одели, для воодушевления солдат вестью, что скоро в войну вступит США и усиливать итальянцев прибудет много американских солдат в такой форме.
Батальон Паравачини только что провёл стремительную и успешную атаку, заняв земли до реки и отбросив австрийцев на другой берег реки. Сначала Ник проезжает на велосипеде через землю, по которой шла атака. Он видит трупы убитых солдат (в основном австрийских), возле которых валяются «агитационные открытки и фотографии их любимых девушек вперемешку с порнографическими картинками» (см. французские открытки), выброшенные из их карманов при лазании по карманам убитых («вокруг мёртвых всегда много бумаги»).
Во время путешествия и потом, уже в ставке Паравачини, Ник вспоминает свою жизнь и действия на войне.
В конце концов Ник приезжает на позиции капитана Паравачини. Капитана Паравачини огорчает нынешнее состояние психики его друга Ника, который ему дорог, как и Паравачини Нику. Паравачини говорит, что врачам следовало сделать Нику трепанацию черепа, чтоб удалить гематому, на что Ник отвечает: «А они решили, что и так рассосётся». Ник говорит Паравачини, что его «атака была великолепной». Паравачини предлагает Нику отдохнуть с дороги, поспать в его блиндаже. Нику снится дом на берегу реки, как во многих других его снах.
Когда Ник проснулся, Паравачини сказал ему, что не может разрешить ему ходить по окопам, даже если бы Ник раздавал солдатам шоколад и другие лакомства, так как «это вызовет скопление солдат, которое вызовет обстрел» (артобстрел со стороны противника). Ник уезжает, торопясь успеть в Форначи до темноты.